# Nothing Is Infinite
Nothing Is Infinite (en español, Nada Es Infinito) es el segundo álbum de estudio de Angelzoom. El álbum fue lanzado el 24 de septiembre del 2010. El 10 de septiembre del 2010 fue lanzado el primer sencillo «The Things You Said» como primer signo de vida de Angelzoom luego de 6 años de lanzarse el primer álbum. Para este álbum Claudia Uhle, había abandonado por completo a X-Perience en 2007, para concentrarse completamente en Angelzoom. En Nothing Is Infinite Angelzoom registra un nuevo estilo Techno a diferencia de su primer álbum que estaba más cargado de elementos clásicos.

## Trabajo de arte para el álbum
El trabajo de arte estuvo a cargo de Ronald Reinsberg, y la fotografía a cargo de Thomas Nitz. Estuvo hecho por completo en Dublín, Irlanda, inspirado en el frío y la nieve. En la cubierta se puede ver a Uhle por la calle cerca a Donabate con su peculiar piel pálida.

## Lista de canciones
1. «Battle Angel, Chapter V» - (0:48) - Ángel de Batalla, Quinto Capítulo
2. «The Things You Said» - (3:47) - Las Cosas Que Dijiste (Cover de Depeche Mode)
3. «These Arms of Mine» - Estos Brazos Míos
4. «Runaway» - (3:54) - Fugitiva
5. «Battle Angel, Chapter I» - (2:48) - Ángel de Batalla, Primer Capítulo
6. «My Innermost» - (3:40) - Mi Interior
7. «Hypnotised» - (4:05) - Hipnotizada
8. «Fragile» - (4:10) - Frágil (Cover de Sting)
9. «Everyone Cares» - (4:03) - Todos Se Preocupan
10. «Doomsday» - (4:45) - Día del Juicio Final
11. «Handsome World» - (4:14) - Mundo Guapo
12. «Battle Angel, Chapter II» - (2:49) - Ángel de Batalla, Segundo Capítulo
13. «Clones» - (2:30) - Clones
14. «Afterlife» [*] - (4:38) - Más Allá

## Sencillos
- «The Things You Said» publicado el 10 de septiembre de 2010, como primer signo de vida de Angelzoom es un cover de la banda Depeche Mode. El vídeo musical fue grabado por completo en Dublín, Irlanda. Dirigido por Nik Page y Moritz Bauer. En el vídeo primero se ve a Uhle sentada en el suelo cantando recostado en el Castillo de Malahide, luego se la ve caminando por la localidad de Donabate, en intervalos con dos niño. Al finalizar Uhle arranca a correr y suelta dos hojas que dicen «Help Me Please» (Ayúdenme, por favor). La canción trata sobre el lamento por haber perdido la inocencia, escrita originalmente por Martin Gore.

- «Everyone Cares» publicado el 4 de marzo de 2011, en formato digital. Escrita por Nik Page y Claudia Uhle. El vídeo musical fue grabado en Berlín, Alemania, lanzado el 17 de marzo de 2011. En el vídeo se muestra a Uhle, y otro grupo de músicos tocando, mientras en otra escena, 3 ángeles observan desastres en la tierra, los ángeles se ven tan animados con la música que terminan bailando. La canción trata sobre las preocupaciones de las personas, sus miedos, pero sobre todo, en el poder de la fe en las personas que amas.